# Агенти U.N.C.L.E.
«Агенти U.N.C.L.E.» (англ. The Man from U.N.C.L.E.), також «Агенти А.Н.К.Л.» — американська шпигунська комедія, знята англійським режисером Гаєм Річі. У головних ролях: Генрі Кавілл, Армі Гаммер, Алісія Вікандер. Фільм створено на основі однойменного телесеріалу 1964—1968 років.
У США «Агенти U.N.C.L.E.» вийшли в прокат 14 серпня 2015 року. В Україні фільм вперше показали 13 серпня 2015 року.

## Сюжет
1960-ті, світ у стані Холодної війни. Міжнародне злочинне угруповання на чолі з Вікторією Вінчіґеррою, яке займається розповсюдженням ядерної зброї, намагається зруйнувати і без того крихкий стан миру між ворожими країнами. Тому навіть непримиренні вороги, щоб урятуватися, об'єднуються. Найкращий агент ЦРУ Наполеон Соло і перспективний агент КДБ Ілля Курякін починають співпрацювати разом, щоб відвернути загрозу знищення.

## Творці фільму

### Знімальна група
Режисер фільму — Гай Річі, сценаристи — Гай Річі і Ліонель Віґрем, продюсери — Стів Кларк-Голл, Джон Девіс, Джефф Клімен і Ліонель Віґрем, виконавчий продюсер — Девід Добкін. Композитор — Деніел Пембертон, оператор — Джон Метісон, монтаж фільму — Джеймс Герберт. Підбір акторів — Реґ Порскот-Еджертон, художник-постановник — Олівер Шолл, артдиректори — Девід Оллдей, Ґай Бредлі, Тобі Бріттон, Кейт Ґримбл, Джеймс Гембідж, Ріккардо Монті і Ремо Тоцці, художник по костюмах — Джоанна Джонстон.

### У ролях
| Актор            | Роль                                                  |
| ---------------- | ----------------------------------------------------- |
| Генрі Кавілл     | Наполеон Соло, агент U.N.C.L.E.                       |
| Армі Гаммер      | Ілля Курякін, агент U.N.C.L.E.                        |
| Алісія Вікандер  | Ґебі Теллер, донька німецького науковця               |
| Елізабет Дебікі  | Вікторія Вінчіґерра, керівниця злочинного угруповання |
| Джаред Гарріс    | Сандерс, начальник Наполеона Соло                     |
| Г'ю Ґрант        | Александр Вейверлі, керівник U.N.C.L.E.               |
| Сільвестр Грот   | Руді, дядько Ґебі                                     |
| Крістіан Беркель | Удо Теллер, вчений-ракетник                           |
| Лука Кальвані    | Александер Вінчіґерра, чоловік Вікторії               |

## Сприйняття

### Оцінка і критика
Фільм отримав переважно позитивні відгуки: Rotten Tomatoes дав оцінку 67 % на основі 213 відгуків від критиків (середня оцінка 6,2/10) і 78 % від глядачів зі середньою оцінкою 3,8/5 (39 090 голосів). Загалом на сайті фільми має позитивний рейтинг, фільму зарахований «стиглий помідор» від кінокритиків і «попкорн» від глядачів, Metacritic — 55/100 (40 відгуків критиків) і 7,7/10 від глядачів (324 голоси). Загалом на цьому ресурсі від критиків фільм отримав змішані відгуки, а від глядачів — позитивні.
Щомісячний журнал про кінематограф «Empire» сказав, що це хороший фільм і поставив йому 3 зірки з 5, підсумувавши, що «Кавілл і Гаммер створені одне для одного, проте фільм не може завжди відшуковувати піротехніку, щоб поєднувати їхній зв'язок». Українська кінокритик Надія Заварова у своїй рецензії на фільм написала, що «„Агенти А. Н.К. Л.“ просто виткані з радості монтажу, іронії, елегантної простоти форм і тієї безтурботної, неспішної стрімкості, яку могли собі дозволити тільки шпигуни 1960-х».

### Касові збори
Під час показу в Україні, що розпочався 13 серпня 2015 року, протягом першого тижня на фільм було продано 64 907 квитків, фільм показали у 178 кінотеатрах і він зібрав 4 319 925 ₴, або ж 195 915 $ (за іншими даними 200 012$), що на той час дозволило йому зайняти 1 місце серед усіх прем'єр. Показ в Україні тривав 9 тижнів і за цей час фільм зібрав 676 986 $.
Під час показу у США, що розпочався 14 серпня 2015 року, протягом першого тижня фільм показали у 3 638 кінотеатрах і він зібрав 13 421 036 $, що на той час дозволило йому зайняти 3 місце серед усіх прем'єр. Фільм зібрав у домашньому прокаті 45 445 109 доларів США, а у решті світу 64 млн.$, тобто загалом 105 445 109 доларів США при бюджеті 75 млн доларів США.

## Музика
Музику до фільму «Агенти U.N.C.L.E.» написав Деніел Пембертон. Саундтрек був випущений 7 серпня 2015 року лейблом WaterTower Music.
| Список треків | Список треків                         | Список треків                               | Список треків     | Список треків |
| #             | Назва                                 | Автор                                       | Виконавець        | Тривалість    |
| ------------- | ------------------------------------- | ------------------------------------------- | ----------------- | ------------- |
| 1.            | «Compared To What»                    | Eugene McDaniels                            | Roberta Flack     |               |
| 2.            | «Out Of The Garage»                   |                                             | Деніел Пембертон  |               |
| 3.            | «His Name Is Napoleon Solo»           |                                             | Деніел Пембертон  |               |
| 4.            | «Escape From East Berlin»             |                                             | Деніел Пембертон  |               |
| 5.            | «Jimmy, Renda se»                     | Tom Zé, Valdez                              | Tom Zé and Valdez |               |
| 6.            | «Mission: Rome»                       |                                             | Деніел Пембертон  |               |
| 7.            | «The Vinciguerra Affair»              |                                             | Деніел Пембертон  |               |
| 8.            | «Bugs, Beats and Bowties»             |                                             | Деніел Пембертон  |               |
| 9.            | «Cry To Me»                           | Bert Berns aka Bert Russell                 | Solomon Burke     |               |
| 10.           | «Five Months, Two Weeks, Two Days»    | Debbie Morris, Don Donaldson                | Louis Prima       |               |
| 11.           | «Signori Toileto Italiano»            |                                             | Деніел Пембертон  |               |
| 12.           | «Breaking In (Searching The Factory)» |                                             | Деніел Пембертон  |               |
| 13.           | «Breaking Out (The Cowboy Escapes)»   |                                             | Деніел Пембертон  |               |
| 14.           | «Che Vuole Questa Musica Stasera»     | Gaetano Amendola, Ezio Leon, Roberto Murolo | Peppino Gagliardi |               |
| 15.           | «Into The Lair (Betrayal Part I)»     |                                             | Деніел Пембертон  |               |
| 16.           | «Laced Drinks (Betrayal Part II)»     |                                             | Деніел Пембертон  |               |
| 17.           | «Il Mio Regno»                        | Luigi Tenco                                 | Luigi Tenco       |               |
| 18.           | «Circular Story»                      |                                             | Деніел Пембертон  |               |
| 19.           | «The Drums Of War»                    |                                             | Деніел Пембертон  |               |
| 20.           | «Take You Down»                       |                                             | Деніел Пембертон  |               |
| 21.           | «We Have Location»                    |                                             | Деніел Пембертон  |               |
| 22.           | «A Last Drink»                        |                                             | Деніел Пембертон  |               |
| 23.           | «Take Care Of Business»               | Andy Stroud                                 | Nina Simone       |               |
| 24.           | «The Unfinished Kiss»                 |                                             | Деніел Пембертон  |               |

## Дубляж українською мовою
Дублювання українською мовою зроблено студією «Postmodern». Переклад здійснено Олексою Негребецьким, режисером дубляжу став Павло Скороходько, звукорежисером — Антон Семикопенко, звукорежисером перезапису — Максим Пономарчук. Ролі озвучили: Володимир Остапчук, Михайло Войчук, Дмитро Гаврилов, Антоніна Хижняк, Андрій Альохін, Наталя Романько-Кисельова, Олег Лепенець, Михайло Кришталь та інші.